# Butler Peaks
Die Butler Peaks sind eine Gruppe bis zu 2000 m hoher Berge an der Rymill-Küste des Palmerlands auf der Antarktischen Halbinsel. Sie ragen 6 km südlich des Mount Bagshawe am südlichen Ende der Batterbee Mountains zwischen dem Armstrong- und dem Conchie-Gletscher auf.
Das UK Antarctic Place-Names Committee benannte sie 1976 nach dem britischen Geophysiker Peter Francis Butler (* 1946), der für den British Antarctic Survey von 1969 bis 1970 sowie 1973 auf der Stonington-Insel tätig war.